# Avions Voisin
A Avions Voisin, comumente conhecida como Voisin, foi uma marca francesa de automóveis de luxo derivada diretamente da empresa de aviação criada por Charles e Gabriel Voisin. Cessou a produção de automóveis pouco antes da guerra. Em 1945, sua divisão de subcontratação aeronáutica desapareceu após a nacionalização de empresas ligadas ao setor aeronáutico e foi absorvida pela Snecma. Gabriel Voisin, no entanto, manteve seu escritório de design de carros, mas não foi aprovado pelas autoridades francesas e não obteve nem autorização nem fornecimento de metais (então severamente racionados). Ele, no entanto, desenvolveu o projeto Biscooter, um carro mínimo que foi produzido na Espanha após a guerra.

## Galeria

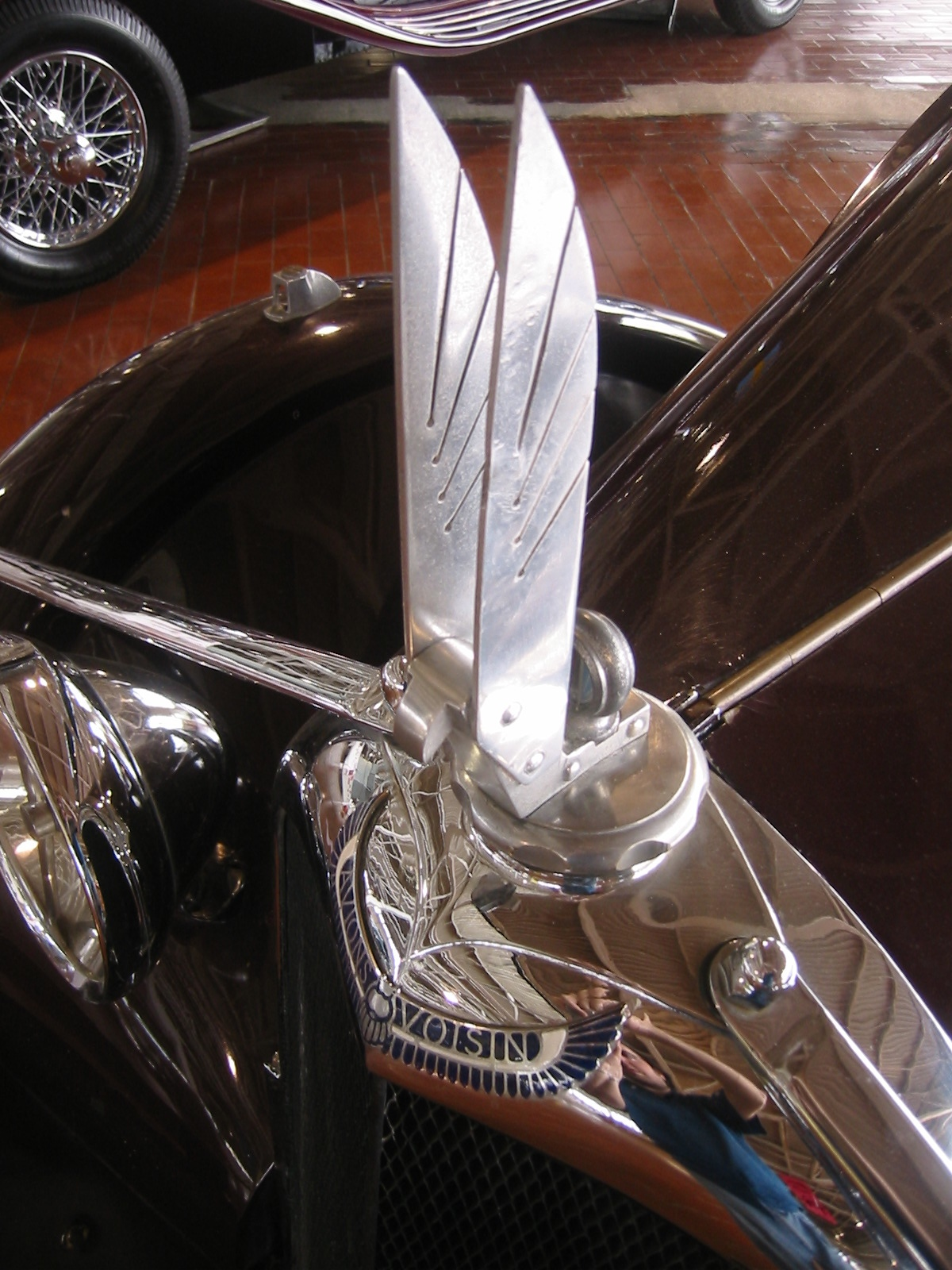
Tampa do radiador
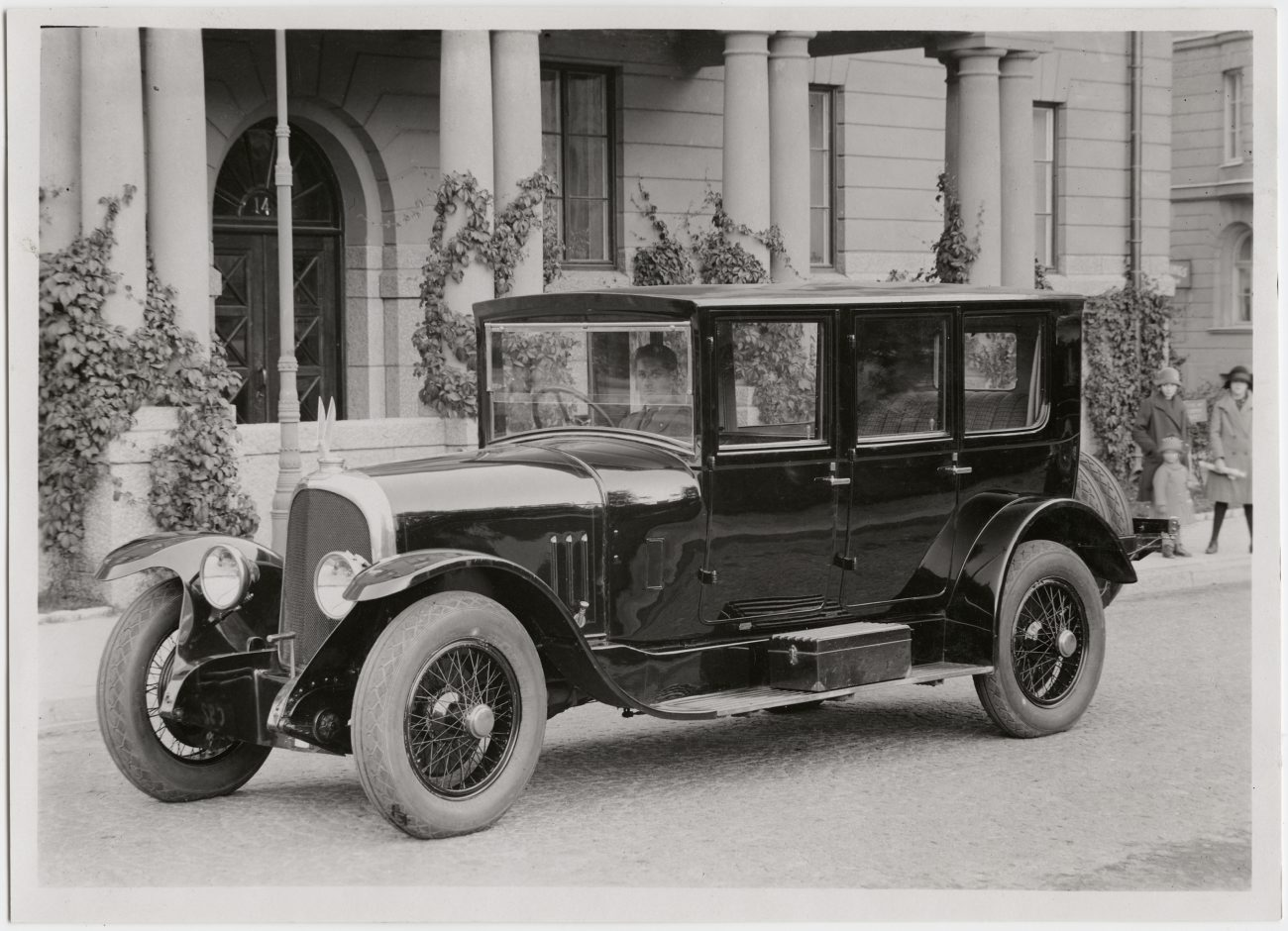
Voisin C3 (1923)
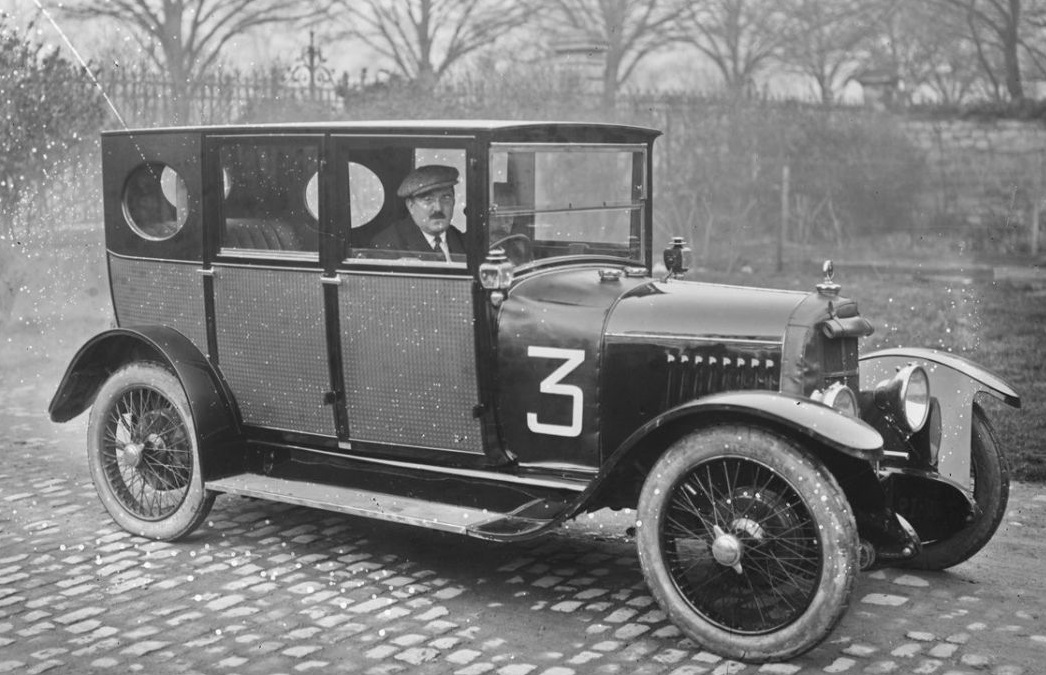
Voisin C4 (1923)

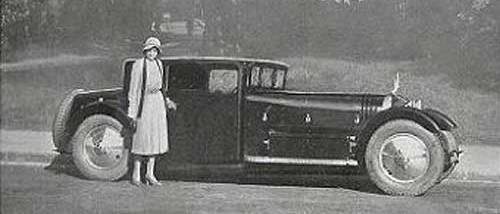
Voisin C20 (1930)

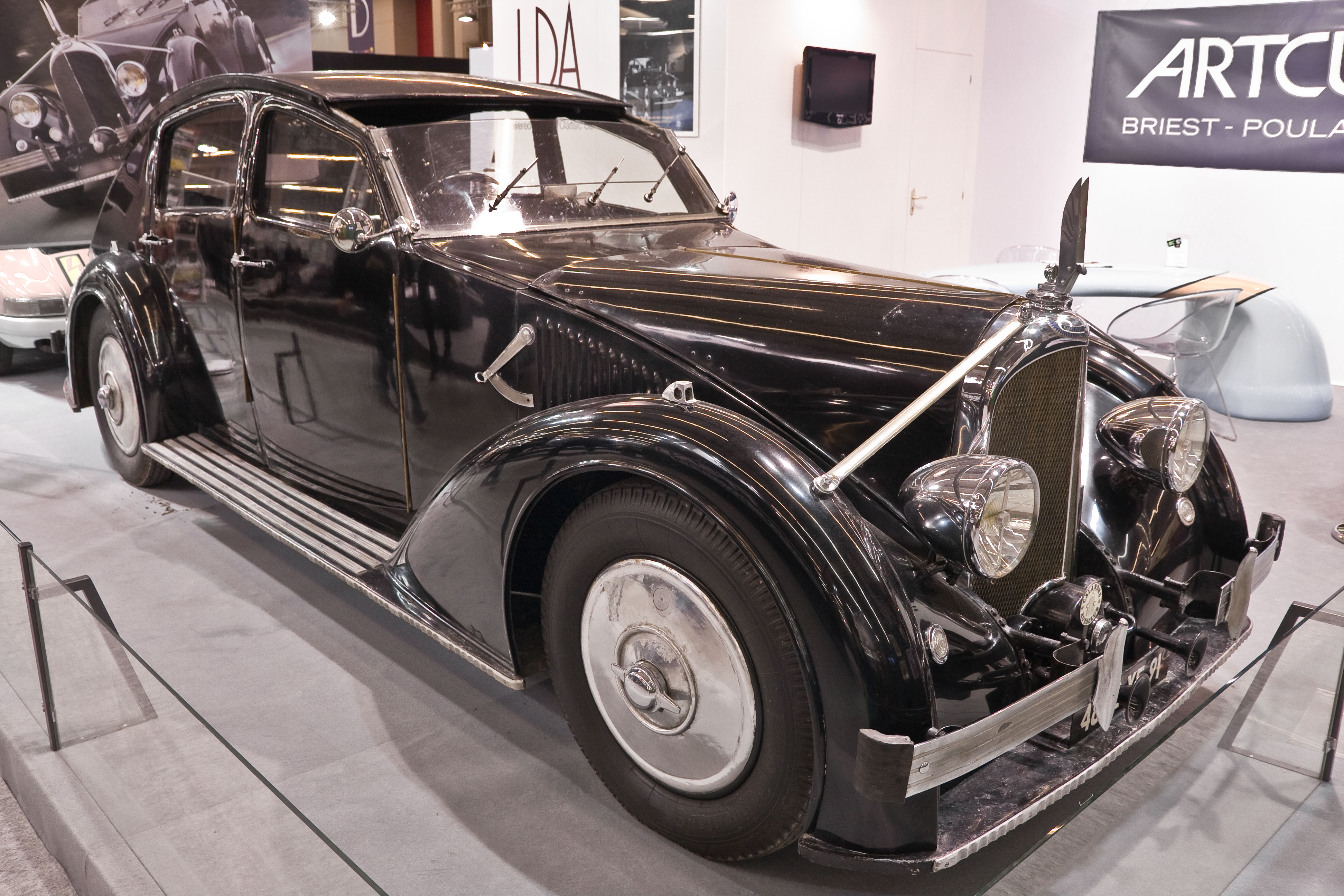
Voisin C25 (1935)
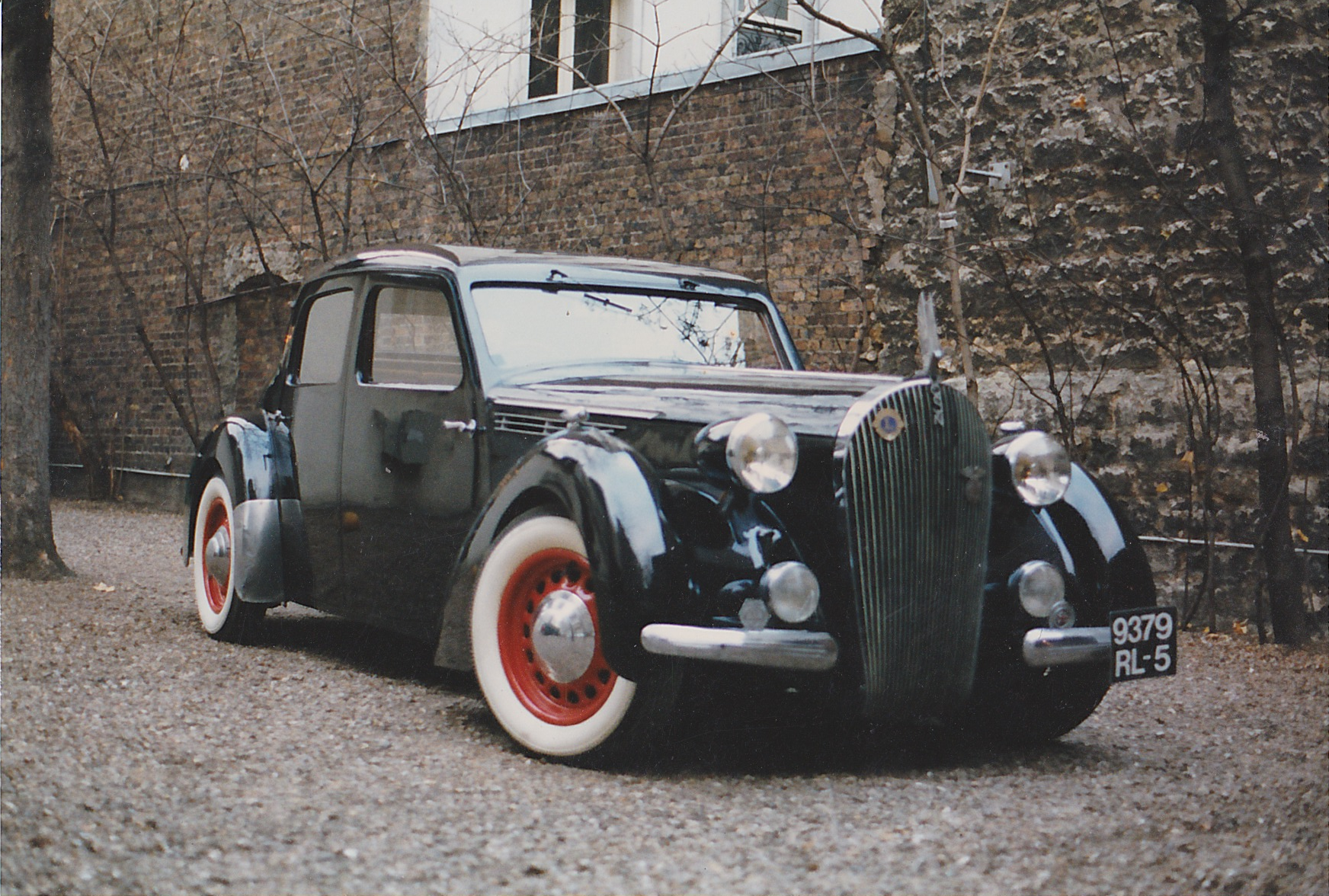
Voisin C30 (1938)
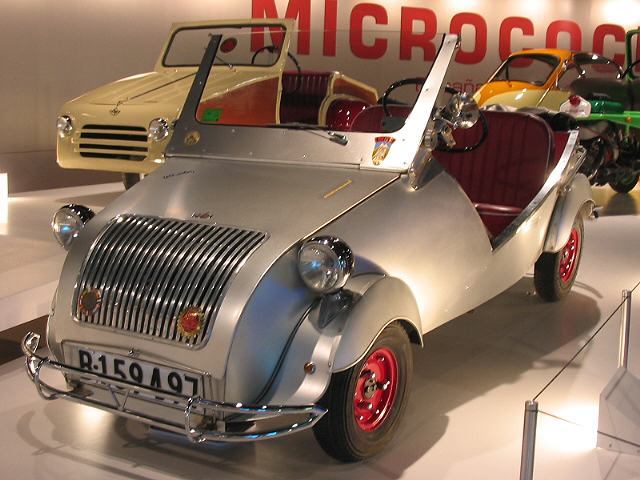
The Biscuter: versão em espanhol do pequeno transporte de Gabriel Voisin